# Marliane Santos
Marliane Amaral Santos (Medina, 14 de setembro de 1991) mesa-tenista paralímpica brasileira.

## Biografia e carreira
Santos é natural de Medina, em Minas Gerais. Tornou-se cadeirante aos quinze anos após ter contato com água doce contaminada, onde um verme se alojou em sua medula causando a perda do movimento das pernas.
Em abril de 2019, Santos ocupava a posição 24 no ranking mundial da classe 3 feminina. Nos Jogos Parapan-Americanos de Lima 2019 ela conquistou um ouro por equipes na classe 2-5 e uma prata individual na classe 2-3. Representou o Brasil nos Jogos Paralímpicos de Tóquio 2020, onde não obteve medalhas.
Em maio de 2022, no Aberto Paralímpico da França de tênis de mesa, realizado em Saint-Quentin-en-Yvelines, Santos conquistou a medalha de ouro em duplas femininas pela classe 1-2 ao lado de Cátia Oliveira. Foi bronze em duplas mistas na classe XD7 ao lado do norte-americano Jenson Van Emburgh. Ainda em maio, no Aberto Paralímpico da Eslovênia, em Lasko, conquistou dois bronzes, o primeiro em duplas mistas, novamente ao lado de Jenson Van Emburgh, o segundo em duplas femininas, novamente ao lado de Cátia Oliveira. Em novembro do mesmo ano, no Campeonato Mundial de tênis de mesa paralímpico, em Granada, na Espanha, foi bronze por duplas femininas Classe WD5 ao lado, mais uma vez, de Cátia Oliveira.
Em março de 2023, no Aberto Paralímpico de tênis de mesa da Espanha, disputado em Platja d’Aro, Santos foi bronze em duplas femininas classe 5 ao lado da israelense Caroline Odaia Tabib. Em agosto de 2023, no Aberto Paralímpico de tênis de mesa, na Tailândia, foi medalha de ouro por duplas na categoria WD5 em parceiria com Cátia Oliveira. Ainda em agosto, no Aberto Paralímpico da Coreia do Sul, ficou com a prata da classe 3 tendo enfrentado na final a sul-coreana líder do ranking mundial Yoon Jiyu. Em setembro de 2023, Santos era a número oito do mundo na classe 3.

## Principais conquistas
- Jogos Parapan-Americanos de 2019: equipes classe 2-5 – ouro[3]
- Jogos Parapan-Americanos de 2019: individual classe 2-3 – prata[3]
- Campeonato Mundial Paralímpico de 2022: duplas femininas Classe WD5 – bronze[13]